# Salonica (unidade regional)
Tessalônica (português brasileiro) ou Salonica (português europeu) (ou ainda: Salônica, Thessaloníki, Thessaloniki, Thessalonikis, Thessalonika; em grego: Θεσσαλονίκη) é uma unidade regional da Grécia, localizada na periferia da Macedônia Central. Sua capital é a cidade de Tessalônica.